# エイブ・ヴィゴダ
エイブラハム・チャールズ・"エイブ"・ヴィゴダ（Abraham Charles "Abe" Vigoda、1921年2月24日 - 2016年1月26日）は、アメリカ合衆国ニューヨーク市生まれの俳優・声優である。

## 来歴
1921年にニューヨーク市に生まれる。両親はロシアから移民してきたユダヤ系移民だった。1949年からテレビなどへ出演し始めて、1965年にニューヨークを舞台にした『Three Rooms in Manhattan』というフランス映画で映画デビュー。1967年にはブロードウェイ舞台デビューも果たして、役者としてのキャリアを順調に積んでゆき、その後1972年にフランシス・フォード・コッポラ監督の『ゴッドファーザー』に出演したあたりから徐々にその名が認知され始めた。ユーモラスかつその確かな演技力でエミー賞に3度ノミネートされた。また現在までの出演作品はTV・映画を合わせて90本以上にものぼり、80歳を超えてなお精力的に活動を続けていた。
1982年に米人気雑誌の『ピープル』において死亡したと誤報される。そのことでヴィゴダは、ユーモアも交えてその報道を否定。しかしそのことを逆手にとり、コナン・オブライエンやデヴィッド・レターマンなどが司会を務めるトークショーでジョークとして取り上げることがあった。
2016年1月26日、ニュージャージー州の娘宅で睡眠中に老衰のため死去。

## 出演作品

### 映画
| 公開年 | 邦題 原題                                      | 役名                   | 備考       |
| ------ | ---------------------------------------------- | ---------------------- | ---------- |
| 1972   | ゴッドファーザー The Godfather                 | サル・テッシオ         |            |
| 1973   | ザ・ファミリー The Don Is Dead                 | ドン・タルッソ         |            |
| 1974   | 刑事ニューマン・復讐のレクイエム Newman's Law  | ジョン・デランジア     |            |
| 1974   | ゴッドファーザー PART II The Godfather Part II | サル・テッシオ         |            |
| 1978   | 名探偵再登場 The Cheap Detective               | リズット刑事           |            |
| 1978   | トンチキ恋愛講座 How to Pick Up Girls          | ネイサン               | テレビ映画 |
| 1984   | キャノンボール2 Cannonball Run II              | シーザー               |            |
| 1989   | ベイビー・トーク Look Who's Talking            | おじいちゃん           |            |
| 1989   | プランサー Prancer                             | オレル・ベントン       |            |
| 1990   | 刑事ゲーブル/マフィアの標的 Keaton's Cop       | ルイス・キートン       |            |
| 1990   | ジョー、満月の島へ行く Joe Versus the Volcano  | Chief of the Waponis   |            |
| 1993   | レイジング・フィスト Fist of Honor             | ヴィクター・マルッチ   |            |
| 1993   | シュガー・ヒル Sugar Hill                      | ガス・モリノ           |            |
| 1994   | ノース 小さな旅人 North                        | アラスカのおじいちゃん |            |
| 1995   | 陪審員だよ、全員集合 Jury Duty                 | パウエル神父           |            |
| 1996   | アンダーワールド Underworld                    | ウィル・キャシディ     |            |
| 1997   | グッド・バーガー Good Burger                   | オーティス             |            |
| 1998   | コーザ・ノストラ Witness to the Mob            | ポール・カステラーノ   | テレビ映画 |
| 1999   | ラスト・チャンスをあなたに Just the Ticket     | アーティ               |            |

### テレビシリーズ
| 放映年    | 邦題 原題                                                                 | 役名                           | 備考                          |
| --------- | ------------------------------------------------------------------------- | ------------------------------ | ----------------------------- |
| 1969-1970 | ダーク・シャドー Dark Shadows                                             |                                | 3エピソード                   |
| 1973      | マニックス特捜網 Mannix                                                   | アントン                       | 1エピソード                   |
| 1973,1974 | シシリアン・コネクション Toma                                             | ドンザー                       | 2エピソード                   |
| 1974      | ハワイ5-0 Hawaii Five-O                                                   | エイブ・ケンパー               | 1エピソード                   |
| 1974      | 刑事コジャック Kojak                                                      | キルティ                       | 1エピソード                   |
| 1974,1978 | ロックフォードの事件メモ The Rockford Files                               |                                | 異なる役で2エピソード         |
| 1974-1981 | Barney Miller                                                             | フィル・フィッシュ刑事         | 61エピソード                  |
| 1975      | 探偵キャノン Cannon                                                       | Mr. Couzellous                 | 1エピソード                   |
| 1976      | 地上最強の美女バイオニック・ジェミー The Bionic Woman                     | バーロウ                       | 1エピソード                   |
| 1977-1978 | Fish                                                                      | フィル・フィッシュ刑事         | 35エピソード                  |
| 1978      | ベガス Vega$                                                              | マックス                       | 1エピソード                   |
| 1979      | ラブ・ボート The Love Boat                                                | チャーリー・フレッチャー       | 1エピソード                   |
| 1979      | ファンタジー・アイランド Fantasy Island                                   | ジョー・ラング／シド・ゴードン | 2エピソード                   |
| 1979      | トラック野郎!B・J B.J. and the Bear                                       | ベン・ルール                   | エピソード                    |
| 1980      | 名犬ロンドン物語 The Littlest Hobo                                        | ハワード・マットソン           | 1エピソード                   |
| 1981      | わが街ハーバーマレーは大騒ぎ Harper Valley P.T.A.                         | スリック                       | 1エピソード                   |
| 1986      | フロム・ザ・ダークサイド/凶獄 Tales from the Darkside                     | ジェイク・コレリ               | 1エピソード                   |
| 1988      | Superboy                                                                  | ワグナー                       | 1エピソード                   |
| 1989      | B.L.ストライカー/復讐のシャドー・コップ B.L. Stryker : The Dancer's Touch | クレイトン                     | 1エピソード                   |
| 1990      | 冒険野郎マクガイバー MacGyver                                             | ビル・コディ                   | 1エピソード                   |
| 1991      | ジェシカおばさんの事件簿 Murder, She Wrote                                | ジョージ                       | エピソードThe Prodigal Father |
| 1994      | Dr.マーク・スローン Diagnosis Murder                                      | アルフレッド                   | 1エピソード                   |
| 1996      | ロー&オーダー Law & Order                                                 | ランディス刑事                 | 1エピソード                   |
| 1996      | ウイングス Wings                                                          | ハリー                         | 1エピソード                   |
| 1998      | あなたにムチュー Mad About You                                            | カルマン                       | 1エピソード                   |

### テレビアニメ
- ファミリー・ガイ Family Guy (2001)

### アニメ映画
- バットマン/マスク・オブ・ファンタズム Batman: Mask of the Phantasm (1993)

### ビデオアニメ
- 童貞ペンギン Farce of the Penguins (2006)